# 丹·迪考
丹尼尔·戴维·迪考（英語：Daniel David Dickau，1978年9月16日—），美国NBA联盟职业篮球运动员。他在2002年的NBA选秀中第1轮第28顺位被萨克拉门托国王选中。
退役後擔任播報員。

## 個人生活
迪考是一名基督徒。迪考和妻子希瑟（Heather）於2002年秋天結婚，育有7個孩子（2男5女）。

## 外部連結
- 丹·迪考在fiba.basketball（英语）
- 丹·迪考在NBA官網（英语）
- 丹·迪考在NBA G聯盟官網（英语）
- 丹·迪考在Basketball-Reference.com（NBA）（英语）
- 丹·迪考在Basketball-Reference.com（NBA G聯盟）（英语）
- 丹·迪考在Sports-Reference.com（NCAA）（英语）
- 丹·迪考在Eurobasket.com（球員）（英语）
- 丹·迪考在Proballers（英语）
- 丹·迪考在RealGM（球員）（英语）